# Pyrinia discata
Pyrinia discata es una especie de polilla de la familia Geometridae. La especie fue descrita por primera vez por William Schaus habiendo sido descrita en 1901, con distribución en Brasil. El sintipo de la especie fue descrita en el estado de Paraná.

## Descripción
Es una polilla pequeña con una envergadura de 20 milímetros (0,8 plg). Las alas anteriores son de color gris oliváceas, con una raya marrón desde la base a través de la celda hasta cerca del ápice. Cuenta con algunas estrías negruzcas en la base y a lo largo del margen costal y una gran mancha blanca en la celda. Las alas posteriores cuentan con la mitad costal de color amarillenta, por lo demás marrón, con unas pocas estrías negras y una amplia línea mediana marrón. Por debajo de las alas es color amarillo, las alas anteriores sombreadas con marrón, con una gran mancha discal blanca en la celda y una más pequeña debajo de ella. Por su parte, las alas posteriores cuentan con una línea mediana marrón rojiza y algunas estrías y manchas similares en los ángulos.
La cabeza y tórax son marrón violáceo, mientras que el abdomen es grisáceo. 